# San Biagio Saracinisco
San Biagio Saracinisco är en ort och kommun i provinsen Frosinone i regionen Lazio i Italien. Kommunen hade 294 invånare år 2024.

## Geografi

### Territorium
San Biagio Saracinisco ligger på den södra sluttningen av Mainardemassivet. Vid foten av massivet rinner floden Mollarino, som är en biflod till Melfa. Dess territorium ligger i Lazios del av nationalparken Abruzzo, Lazio och Molise.
Landskapet domineras av berg, (med toppen Monte Carella som når 1 072 meter över havet) skogar och betesmarker.
Kommunen består av ett centrum och några mindre bydelar: Cioppo, Fontana Cicchetta, Pietrepente, Pratola, Radicosa, Raimella, Uotto och Venezia. Stadskärnan är liten, belägen på en kulle vid ingången till en dal och delas i två områden av huvudvägen som passerar framför San Biagio-kyrkan. Ett växande område är Pratola längs länsvägen mot Isernia, nära den konstgjorda sjön Cardito där man utövar sportfiske och vindsurfing.

### Klimat
Klimatklassificering: zon E, 2658 GR/G.
Med hänsyn till det geografiska läget och höjden över havet har San Biagio Saracinisco ett semikontinentalt klimat med kalla vintrar, ofta med snö, och ganska svala somrar med behagliga temperaturer, förutom vid nordafrikanska högtryck som kan få temperaturen att stiga långt över 30°.

### Namnets ursprung
Namnet kommer från kyrkan tillägnad Sankt Blasius (San Biagio), och under 1800-talet lades tillägget "Saracinisco" till för att minnas saracenernas närvaro i området.

## Historia
Området var bebott redan under paleolitikum för 70 000 år sedan. Det var nomadiska jägare som sökte nya marker längs Apenninernas centrala rygg. De första tillflyktsorterna som gradvis blev till boplatser, var naturliga grottor i bergen. Små befästa bosättningar växte senare fram på högslätten kallad Gallo och små helgedomar uppfördes. Under förromersk tid bodde samniterna i San Biagio Saracinisco och platsen – belägen längs leden mellan Sora, Venafro och Capua – var ofta inblandad i samniterkrigen. Ett bevis på detta är en nekropol på krönet kallat Uomo Morto ("Den döde mannen") även kallat Omini morti, på grund av gravarna där. Senare ockuperades området av romarna.
Efter det romerska rikets fall följde olika barbarinvasioner: visigoterna under Alarik I (år 410 e.Kr.), vandalerna, herulerna, langobarderna och saracenerna. Saracenerna – nordafrikanska folk – slog sig ner på strategiska platser för att genomföra plundringståg.
Efter deras nederlag i slaget vid Garigliano (år 915) drog sig några grupper av saracener tillbaka till detta område, där de till slut fördrevs av beväpnade styrkor från Sora. Det sägs att vissa av saracenerna begravdes i gravarna vid Omini morti.
Den första skriftliga referensen till San Biagio Saracinisco finns i början av det andra årtusendet i Chronicon av Leone av Marsicano, där platsen nämns som försvarsborgen "Sarraciniscum". Borgen, troligen uppförd av grevarna av Marsi, donerades år 1055 tillsammans med omgivande marker av prinsen av Capua (troligen Pandolfo V eller efterträdaren Landolfo VIII) till klostret Montecassino, med undantag från skatter och feodal skyldighet. Munkarna upplät marken till sju familjer från Picinisco, Agnone (nuvarande Villa Latina) och Atina, med uppdraget att göra jorden bördig (troligen genom ett så kallat enfiteusi-avtal).
Under 1200-talet bytte området ägare mellan olika härskare i Cominodalen, särskilt de från Alvito, delade deras öde. Platsen drabbades av krig mellan arvingarna till Giovanna II av Neapel samt mellan angeviner och aragoner under 1400-talet, vilket ledde till att vissa byar försvann helt.
Folkräkningar visar att San Biagio alltid varit en liten ort. På 1500-talet fanns där bara några tiotal invånare. Under 1600-talet övergavs platsen på grund av pesten år 1656. År 1678 återvände ett mindre antal familjer från kringliggande områden och började återbefolka San Biagio. Runt ett litet kapell tillägnat San Biagio uppfördes enkla sten- och halmhus och där uppstod det första kärnområdet, nuvarande Muro Gianicolo, Piazza Olmo och Via Chiesa.
Orten påverkades endast marginellt av 1700- och 1800-talets historiska händelser, förutom av rövarverksamhet som hade stor inverkan på lokalbefolkningen.
År 1806 under den franska ockupationen, avskaffades feodalismen. San Biagio erkändes då inte som en självständig kommun eftersom man endast hade 500 invånare och förblev därför en del av Vallerotonda. År 1858 när antalet invånare översteg 1000, blev San Biagio en självständig kommun i provinsen Terra di Lavoro genom ett kungligt dekret från Ferdinand II av Neapel. Först år 1927 blev San Biagio en del av den nybildade provinsen Frosinone.
Avståndet till större centra, brist på vägar och låg jordproduktivitet hämmade utvecklingen. Inte ens Italiens enande efter Garibaldis expedition kunde häva invånarnas fattigdom. Trots att man vid slutet av seklet såg en viss tillväxt inom jordbruk, boskapsskötsel och skogsbruk, översteg befolkningen det möjliga bärkraftstalet, vilket ledde till emigration till USA, Sverige och Tyskland. Vissa tog sig till och med till det kalla tsar-Ryssland.
San Biagio bidrog med stort blodsoffer under första världskriget men det var andra världskriget som orsakade den största förödelsen, tvångsevakueringen och de många dödsfallen.

### Andra världskriget
San Biagio låg på den så kallade Gustavlinjen, uppförd av fältmarskalk Kesselring som försvar mot de allierades framryckning. De våldsamma bombningarna gjorde det omöjligt att bo kvar, även i de tillfälliga boendena i grottorna. Den 8 december 1943 (Jungfru Marias obefläckade avlelse) beslutades om tvångsevakuering till samlingscentret i Ferentino, där många unga tvångsrekryterades till Organisation Todt för arbete vid fronten. Några som arbetade i Cassino lyckades fly nattetid och efter en lång resa genom krigets Italien återförenades de med sina familjer i Cremona.
Den 12 januari 1944 kl. 05:30 inleddes slaget om att befria området mellan Costa San Pietro och Acquafondata och bryta Gustavlinjen mot Atina. Marockanska och algeriska regementen från den franska armén överraskade de tyska styrkorna och intog kulle nr 1449 samt bemästrade motståndet. Trots tyska motattacker försvarade fransmännen framgångsrikt höjderna. Till slut tvingades tyskarna retirera men Monte Santa Croce förblev under deras kontroll till den 27 maj 1944, då en italiensk befrielsekår lyckades driva bort dem. Över 5 000 dog varav 500 tyskar och en enda invånare från San Biagio. Även om den franska armén hade nått viss territoriell framgång, misslyckades den väsentligt med sitt huvudmål.
I början av juni började San Biagio återbefolkas, trots att det låg i ruiner. Evakuerade återvände först efter 25 april 1945.

### Efterkrigstiden
Efterkrigstiden började med stor förstörelse i området, då nationella behov av elproduktion prioriterades. Vattenfall försvann, tunnlar och dammar byggdes för kraftverk, men inget gjordes för lokal ekonomi. Detta tvingade många till omfattande emigration till Frankrike, Belgien, Tyskland och norra Italien.

## San Biagio – Svenskbyn[3][4]
San Biagio kom att få starka band till Sverige genom omfattande emigration. Under 1900-talet emigrerade ett flertal släkter till Sverige och än idag finns flera av dessa släktnamn representerade såsom Arcari, Capaldi, Cocozza, Di Mascio, Di Meo, Di Zazzo, Donatella, Donatello, Jaconelli, Palombo, Pomponio, Rossi, Valente, Verrecchia och Vettese.

### Utvandring i tre vågor
Emigrationen till Sverige från San Biagio kan enkelt struktureras som att den ägde rum i tre vågor. De familjer som kom i början på 1900-talet, åren runt 1900–1905, var den första vågen. Sedan de som kom under mellankrigstiden och slutligen den stora mängden som kom åren 1946–1963. San Biagio var sönderbombat efter kriget, det fanns än mindre hopp om ett bra liv i byn. Åren närmast efter kriget valde därför många att utvandra.

### Utvandring vid högkonjunktur
Redan i slutet av 1870-talet fanns det enstaka registrerade utvandrare i Sverige från San Biagio. Åren 1900–1905 var en tid då många utvandrade från Italien. Många fattiga insåg att det fanns bättre möjligheter i andra länder. Järnvägen som var utbyggd sedan 1870-talet i Europa, gav möjligheter att resa smidigare än tidigare. 
Många kom att utvandra från San Biagio under dessa år. Slutet av 1890-talet fram till 1910 var en tid av högkonjunktur i världsekonomin. Det var lätt att få jobb, det fanns mer pengar i omlopp och det blev även lite mer pengar över till gårdsmusikanterna. Man kunde skriva brev hem och rapportera om att det gick att tjäna mer pengar i Sverige än hemma i byn. Även den tredje vågen av utvandrare som kom efter andra världskriget var kopplad till den högkonjunktur som drog igång i Europa i slutet av 1940-talet.

### Cassino till fots
Ungefär en fjärdedel av de italienare som bodde i Stockholm vid sekelskiftet kom från San Biagio. De hade utvandrat från byn genom att ta sig till fots till Cassino för att därifrån fortsätta resan med tåg. Det fanns varken vägar eller elektricitet i byn vid sekelskiftet, det fick man tillgång till först under mellankrigstiden. Fram till 1930-talet var skolgången endast 3-årig. 
Utvandringen var viktig för de kvarvarande i byn eftersom en del av försörjningen var beroende av att släktingar i Sverige skickade hem pengar. De små jordlotterna och fårskötseln räckte inte till att försörja familjerna. 
Utvandringen från byn var stor under perioden 1901–1910. Det var endast ett fåtal som kom till Sverige under 1880- och 1890-talen. Resan till Sverige tog cirka två månader. Man gick till fots, åkte tåg och båt. Det kostade drygt 100 kr att ta sig från den italienska gränsen till Stockholm med tåg. Kostnaden motsvarade ca två månaders inkomst för utvandrarna. Under resans gång stannade man på flera ställen, man arbetade och musicerade i syfte att tjäna pengar. Resan gjordes i enkla fjärdeklass-vagnar som var utrustade med hårda träbänkar.

### Varför Sverige?
Man kan fråga sig varför så många från San Biagio kom att bosätta sig i Sverige och inte i de övriga nordiska länderna. Om det finns 1000 ättlingar i Sverige förekommer det endast ett 50-tal i Norge och knappt några i Danmark och Finland. Man kan säga att det återspeglas i det som gäller generellt för invandring än idag. Om man jämför med de andra nordiska länderna har Sverige tagit emot cirka 50 % fler invandrare under de senaste 20 åren. Sverige är tillsammans med Tyskland det land som tagit emot flest flyktingar i Europa under de senaste 20 åren.
Bakgrunden är Sveriges historia som europeisk stormakt på 1600–1700-talen, då riket omfattade Finland och områden i nuvarande Estland, Polen och Tyskland. Redan då fanns en relativt hög invandring av kompetens till näringslivet och senare under 1700-talet en stor invandring av valloner från nuvarande Belgien.
När industrialiseringen drog i gång på 1860-talet kom Sverige att få ett näringsliv med många internationella företag i en utsträckning som inte fanns i övriga nordiska länder. Samtidigt fick internationella folkrörelser som frikyrko-, nykterhets- och arbetarrörelsen alltmer plats i det svenska samhället.  
Under 1800-talet hade 25 % av Sveriges befolkning utvandrat till USA på grund av fattigdom. Italienarna som kom till Sverige efter år 1900 mötte många släktingar till dem som utvandrat från Sverige till USA. Man kan förmoda att de här släktingarna kunde se sina egna anhörigas öden i USA i invandrarna från Italien. Med denna samlade historiska bakgrund fanns det bland svenskarna en vana vid och en öppenhet till det nya och främmande. 
I en artikel av Agne Hamrin berättar emigranten Gerardo Jaconelli, efter sin tid i Sverige som gatumusiker under 1920–30-talen: ”Bäst är Sverige. Det finns civilta där, det finns umanita, det finns hederlighet. Ett gästfritt folk”. 